# William M. Tweed
William Marcy Tweed poznatiji kao Boss Tweed (New York, New York, 3. travnja 1823. – New York, 12. travnja 1878.), američki političar. 
Osuđen je zbog korupcije i krađe više milijuna dolara iz gradskog proračuna New Yorka. Tweed je vodio Tammany Hall, političku organizaciju Demokratske stranke koja je igrala važnu ulogu u gradskoj vlasti New Yorka u 19. stoljeću. Tweedovo ime kao i organizacija Tammany Hall je postala sinonim za korupciju političke vlasti.